# Jean Orry
Jean Orry (* 4. September 1652 in Paris, Frankreich; † 29. September 1719 ebenda) war ein französischer Ökonom, der unter König Philipp V. in Spanien die Staatsverwaltung reformierte.

## Leben
Orry machte zunächst in Frankreich militärisch Karriere.
König Ludwig XIV. entsandte ihn 1701 nach Spanien, wo Ludwigs Enkel Philipp von Anjou als Philipp V. den Thron übernommen hatte. Die Habsburger beanspruchten ebenfalls Rechte auf Spanien, was zum Spanischen Erbfolgekrieg führte. Orry sollte den französischen König über die finanzielle Lage Spaniens auf dem Laufenden halten.
In detaillierten Berichten entwickelte Orry Vorschläge zur Zentralisierung der Finanz- und Staatsverwaltung.
Er empfahl, die bisherigen Räte (spanisch: Consejos), in denen die Familien des örtlichen Adels die bestimmende Rolle hatten, zu entmachten und stattdessen die Regierungsarbeit stärker zu zentralisieren. Nach französischem Vorbild sollten „Sekretariate“ (nach heutigem Verständnis: Ministerien) die Interessen der Krone durchsetzen.
Philipp V. betraute Orry mit der Aufgabe, Spaniens Militärfinanzen zu verantworten. Er regelte die Steuereintreibung neu und sorgte für eine rasche und effiziente Bezahlung des Soldes und der Versorgung für die spanischen Truppen. 1705 errichtete der Hof ein Sekretariat für Krieg und Finanzen, das erste Ressortministerium des Landes. Orry war ein enger Vertrauter von Marie-Anne de La Trémoille, der ersten Kammerdame der Regentin, Königin Maria Luisa von Savoyen. 1706 wurde er nach Paris zurückbeordert und kehrte im April 1713 nach Spanien zurück.
Hier setzte er seine Reformbemühungen fort. Er besetzte die bestehenden königlichen Räte mit Vertrauten, um sich Mehrheiten für seine Vorhaben zu sichern. Vier weitere Sekretariate wurden geschaffen, die direkt an ihn berichteten. Nach französischem Vorbild teilte er Spanien in 21 Provinzen, die je von einem Intendente geführt wurden. Bevor diese Reformen vollständig in die Praxis umgesetzt waren, starb die Königin im Alter von nur 24 Jahren an Tuberkulose. Philipp V. heiratete Elisabetta Farnese, die beim ersten Zusammentreffen die bis dahin sehr mächtige Marie-Anne de La Trémoille des Landes verwies. Neuer starker Mann wurde Giulio Alberoni. Im Februar 1715 wurde Orry entlassen und nach Frankreich zurückgeschickt. Dort starb er 1719.
Alberoni machte die meisten von Orrys Reformen wieder rückgängig. Die Finanzreformen, die Entmachtung der Räte und der Aufbau einer zentralen ministeriellen Staatsverwaltung aber wurden fortgesetzt.